# Erwin Ballabio
Erwin Ballabio (20. října 1918, Bettlach, Švýcarsko – 4. března 2008, Grenchen, Švýcarsko) byl švýcarský fotbalový brankář a reprezentant a pozdější fotbalový trenér.
Kariéru ukončil v roce 1956, ale ještě v roce 1959 chytal jako náhrada za zraněného brankáře (v době, kdy vedl FC Grenchen jako trenér).

## Klubová kariéra
- 1934–1959  FC Grenchen
- 1940–1941  Lausanne Sports (hostování)
- 1946–1948  FC Thun (hostování)

## Reprezentační kariéra
Reprezentoval Švýcarsko.
Ve švýcarské reprezentaci debutoval 12. 2. 1939 v přátelském zápase v Lisabonu proti týmu Portugalska (výhra 4:2). Celkem odehrál v letech 1939–1947 za švýcarský národní tým 27 zápasů.
Zúčastnil se MS 1938 ve Francii, kde Švýcaři podlehli 0:2 ve čtvrtfinále Maďarsku.